# 카일린 알칸타라
카일린 알칸타라(Kyline Alcantara, 2002년 9월 3일 ~ )는 필리핀의 여자 배우, 가수이다.